# Хайтарма (фільм)
«Хайтарма» (від крим. qaytarma — повернення) — перший кримськотатарський повноформатний художній фільм і перша художня картина про депортацію кримських татар. Режисер фільму і виконавець головної ролі Ахтем Сеітаблаєв.
Фільм вперше представили в Україні 17 травня 2013 року в сімферопольському кінотеатрі імені Тараса Шевченка, напередодні Дня жалоби за жертвами депортації кримськотатарського народу, а з 18 травня 2013 року фільм демонструвалася в кінотеатрах Сімферополя, Керчі, Білогірська, Феодосії, Судака, Євпаторії, та Кіровського.
Для обмеженого кінопрокату фільму у травні 2013 року в Україні прокатник фільму не створив українськомовного дубляжу й показ відбувався з оригінальною російсько-кримськотатарською аудіодоріжкою. 
У квітні 2021 року у спільноті з поширення українськомовного контенту Толока з'явилося українськомовне багатоголосе закадрове озвучення фільму Хайтарма невідомого походження. Однак станом на 2021 рік фільм українською не дубльовано.

## Сюжет
Фільм створений на основі реальних подій і розповідає про сталінську депортацію кримських татар, вчинену у травні 1944 року. Ця трагічна сторінка в історії кримськотатарського народу показана через погляд прославленого льотчика, національного героя кримських татар Амет-Хана Султана: після вигнання нацистських окупантів з Криму військове командування дозволило Амет-Хану (Ахтем Сеітаблаєв) разом з його бойовими товаришами відвідати батьків у Алупці. За збігом обставин на час перебування льотчиків у Алупці припала операція НКВС з примусової депортації кримських татар. Радянський ас, якого боялися німецькі пілоти, не зміг захистити свій народ від злочину Сталінського режиму.

## Знімальна група
- Автор сценарію: Микола Рибалка
- Режисер-постановник: Ахтем Сеітаблаєв
- Оператор-постановник: Володимир Іванов
- Художник-постановник: Шевкет Сеїдаметов
- Композитори: Сергій Круценко, Джеміль Каріков
- Другий режисер: Доронін Євгеній
- Звукорежисер: Сергій Савченко
- Режисер монтажу: Сергій Клопач
- Художник по костюмам: Надія Кудрявцева
- Художник по гриму: Алла Мельник, Олена Бондарева
- Продюсер: Іванна Дядюра
- Історичні консультанти: Ельведин Чубаров, Гульнара Бекірова
- Військовий консультант: Андрій Швачко

## У ролях
- Ахтем Сеітаблаєв
- Олексій Горбунов
- Андрій Мостренко
- Усніє Халілова
- Андрій Самінін
- Микола Боклан
- Юрій Цурило
- Валерій Шитовалов
- Леся Самаєва
- Олексій Тритенко
- Дмитро Суржиков
- Дінара Аваз та ін.

## Українськомовне закадрове озвучення
У квітні 2021 року у спільноті з поширення українськомовного контенту Толока з'явилося українськомовне закадрове багатоголосе озвучення фільму Хайтарма невідомого походження.

## Виробництво

### Кошторис
Фільм знято за кошти кримськотатарського бізнесмена Ленура Іслямова на його телеканалі ATR. Вартість картини 1,5 млн. дол. Найбільш витратною статтею було виробництво декорацій часів Другої світової війни, створення історичних костюмів, оренда необхідних для зйомок зброї, поїздів, автомобілів та літаків тих часів.

### Зйомки
Стрічка знімалася за принципом народної толоки — більшість ролей зіграли непрофесійні актори. У масових сценах знялися понад тисячу осіб з усього Криму. Велика їхня частина — люди похилого віку, які пережили трагічні події 18 травня 1944 року. Зйомки тривали півроку у 2012 році в Алупці, Бахчисарайському районі й Судаку.

## Реліз

### Реліз в Україні
У 2013 році планувався широкий прокат фільму в Україні, але цього так і не сталося і відбулися лише одинокі покази фільму в Криму. Так фільм представили 17 травня 2013 року в Сімферополі в кінотеатрі імені Тараса Шевченка, напередодні Дня жалоби за жертвами депортації кримськотатарського народу. У прем'єрному показі брали участь заступник голови Ради міністрів АРК Георгій Псарьов, голова Меджлісу кримськотатарського народу Мустафа Джемілєв, внучка Амет-Хана Султана Вероніка Амет-Хан, завідувач Алупкинського музею Амет-Хана Султана Мустафа Мустафаєв. З 18 травня 2013 року «Хайтарма» демонструвалася в сімферопольському кінотеатрі «Космос», а також в кінотеатрах Керчі, Білогірська, Феодосії, Судака, Євпаторії, Кіровського. Фільм не планувався як комерційний проєкт, але через аншлаг показ у кінотеатрах Криму було продовжено до 30 червня 2013 року. Для кінотеатрального обмежного прокату фільму в Україні дистриб'ютори фільму не створили українського дубляжу й демонстрували фільм з оригінальною російсько-кримськотатарською аудіодоріжкою.

#### Спроба Росії зірвати прем'єру фільму
17 травня 2013 року на прем'єру фільму «Хайтарма» Генеральне консульство Росії в Сімферополі не пустило радянських льотчиків — учнів Амет-Хана Султана, які приїхали в Сімферополь з Росії. Російський консул Володимир Андреєв «настійно не рекомендував» їм участь у прем'єрі фільму тому, що він, на думку консула, не відображає всієї правди про колабораціонізм кримських татар і делегація від Росії не може бути присутньою на «фільмі, що викривляє правду про Велику Вітчизняну війну». Пізніше в прямому ефірі телеканалу ATR, пояснюючи свій вчинок, Андреєв заявив, що він вважає очевидним фактом «масову зраду кримських татар в роки Великої Вітчизняної війни» і його погляди відповідають офіційній позиції Росії. Заяви російського дипломата отримали різку негативну реакцію з боку спільноти кримських татар, які поставили вимогу відкликати консула, та МЗС України. 24 травня МЗС Росії визнало заяви свого генконсула недоречними, а Андреєв змушений був подати у відставку.

### Реліз закордоном
Для закордонного прокату було створено багатоголосе закадрове озвучення фільму англійською та турецькою мовами, й версії з англійськомовною та турецькомовною аудіодоріжкою були представлені на позаконкурсних показах багатьох міжнародних кінофестивалів.
У вересні 2013 року фільм з оригінальною російсько-кримськотатарською аудіодоріжкою було показано поза конкурсом у Росії на Міжнародному фестивалі мусульманського кіно у Казані. У квітні 2013 року фільм з оригінальною російсько-кримськотатарською аудіодоріжкою було показано поза конкурсом у Канаді у кінотеатрі Гамбер Сінема в рамках Українського фестивалю в Торонто.

## Нагороди та номінації
- 2014 — кінопремія «Ніка» (Росія) у номінації «Найкраща картина країн СНД і Балтії» (розділена зі стрічкою «Екскурсантка» (Литва), режисер Аудрюс Юзенас)[10][11]
- 2014 — найкращий повнометражний фільм на кінофестивалі м Трієст[12]
- 2014 — отримав дві премії на міжнародному кінофестивалі «Кімерія» в Італії (Kimera International Film Festival) за найкращу режисуру і як найкращий фільм[13]
- 2014 — Гран-прі трускавецького міжнародного кінофестивалю «Корона Карпат»[14][15]
- 2014 — Премія Національної спілки кінематографістів України за найкращий український фільм[16]